# David DeCoteau
David DeCoteau est un réalisateur, scénariste et producteur américain, né le 5 janvier 1962 à Portland (Oregon).

## Biographie

### Jeunesse
David DeCoteau naît le 5 janvier 1962 à Portland, en Oregon. À l'âge de 8 ans, il perd sa mère morte de cancer. Son père, un Amérindien de sang pur, se remarie plusieurs fois, tout en travaillant beaucoup et laissant son fils seul. Il passe du temps au cinéma, où il commence à travailler en tant que projectionniste à 15 ans.

### Carrière
À 18 ans, David DeCoteau commence sa carrière en tant qu'assistant producteur, aux côtés du réalisateur Roger Corman : « Je voulais être à la fois producteur et distributeur, et je me suis dit que si j'allais devenir producteur-distributeur, j'aurais besoin d'avoir des films. J'ai pensé : « Eh bien, il va falloir que je travaille beaucoup pour faire distribuer des films, donc il va falloir les produire et réaliser » », raconte-il.
En 1986, il produit et réalise son premier long métrage Dreamaniac pour la société Empire Pictures. Il réalise surtout d'autres films d'horreur à petit budget, dont la série The Brotherhood, une suite de films d'horreur homoérotiques. Parmi ses films les plus marquants, on peut citer Creepozoids (1987) (mettant en vedette Linnea Quigley), Ma prof est une extraterrestre (Dr. Alien, 1989), Puppet Master III : La Revanche de Toulon (Puppet Master III: Toulon's Revenge, 1991) ou encore The Killer Eye (en) (1999).
En fin des années 1980, il se fait connaître en réunissant à l'écran trois actrices vedettes du cinéma fantastique et du cinéma d'exploitation : Linnea Quigley, Brinke Stevens et Michelle Bauer. Il les dirige dans les films Nightmare Sisters (1987) et Sorority Babes in the Slimeball Bowl-O-Rama (1988). En 2012, il réunit de nouveau les trois actrices avec le film 1313: Cougar Cult, puis dans 3 Scream Queens (it) en 2014.

### Vie privée
David DeCoteau est ouvertement homosexuel, et vit en Californie,.

## Filmographie

### Longs métrages

#### Sous le nom de David McCabe (1984-1987)
- 1984 : Good Men Go Bad
- 1985 : Totally Awesomed (vidéo)
- 1985 : Show and Tell... (vidéo)
- 1985 : New Wave Hustlers (vidéo)
- 1985 : Never Big Enough (vidéo)
- 1985 : Making It Huge (vidéo)
- 1985 : Fleshtones (vidéo)
- 1985 : Boys Just Wanna Have Sex (vidéo)
- 1985 : Bodies by Jackie
- 1985 : A Portrait of Desire (vidéo)
- 1986 : Revenge of the Babes
- 1986 : Man Heat (vidéo)
- 1986 : Male-O-Gram (vidéo)
- 1986 : Boys' Camp Memories (vidéo)
- 1986 : Bad Boys Dormitory (vidéo)
- 1987 : Jacqueline
- 1987 : Little Miss Innocence

#### Sous le nom de David DeCoteau (depuis 1986)
- 1986 : Dreamaniac
- 1987 : Creepozoids
- 1988 : Sorority Babes in the Slimeball Bowl-O-Rama
- 1988 : Vengeance de femme (Lady Avenger)
- 1988 : Nightmare Sisters
- 1989 : American Rampage
- 1989 : Ma prof est une extraterrestre (Dr. Alien)
- 1989 : Men of Action 2 (vidéo)
- 1991 : Puppet Master III : La Revanche de Toulon (Puppet Master III: Toulon's Revenge) (vidéo)
- 1996 : Prey of the Jaguar (vidéo)
- 1997 : Leather Jacket Love Story
- 1997 : The Journey: Absolution
- 1999 : La Légende de la momie 2 (Ancient Evil: Scream of the Mummy)
- 2000 : Voodoo Academy (vidéo)
- 2001 : The Brotherhood : Le Pacte (The Brotherhood) (vidéo)
- 2001 : Final Scream (Final Stab) (vidéo)
- 2001 : Brotherhood 2 : Les Initiés (The Brotherhood II: Young Warlocks) (vidéo)
- 2001 : Microscopic Boy) (non crédité)
- 2002 : Horror University (The Frightening)
- 2002 : Les Loups de Wall Street (Wolves of Wall Street)
- 2003 : Brotherhood 3 : Ensorcelés (The Brotherhood III: Young Demons) (vidéo)
- 2003 : Les Sangsues mutantes (Leeches!) (vidéo)
- 2003 : À la vitesse du diable (Speed Demon)
- 2004 : The Sisterhood (vidéo)
- 2005 : The Brotherhood IV: The Complex (vidéo)
- 2005 : Les Sorcières des Caraïbes (Witches of the Caribbean) (vidéo)
- 2008 : House of Usher
- 2008 : Playing with Fire
- 2009 : The Brotherhood V: Alumni
- 2009 : The Brotherhood VI: Initiation
- 2009 : Alien Presence
- 2009 : Stem Cell
- 2009 : Le Puits et le Pendule (The Pit and the Pendulum)
- 2009 : Nightfall
- 2009 : Les Chroniques invisibles (The Invisible Chronicles)
- 2010 : Puppet Master: Axis of Evil (vidéo)
- 2011 : A Dream Whitin a Dream (vidéo)
- 2011 : 1313 : Hauted Frat (vidéo)
- 2011 : 1313 : Actor Slash Model (vidéo)
- 2011 : 1313 : Boy Crazies (vidéo)
- 2011 : 1313: Giant Killer Bees! (vidéo)
- 2011 : 1313 : La Maison du cauchemar (1313: Nightmare Mansion) (vidéo)
- 2012 : 1313: Bigfoot Island (vidéo)
- 2012 : 1313: Cougar Cult (vidéo)
- 2012 : Snow White: A Deadly Summer
- 2012 : 1313: Bermuda Triangle (vidéo)
- 2012 : 1313: Billy the Kid (vidéo)
- 2012 : 1313: Hercules Unbound! (vidéo)
- 2012 : 1313: Night of the Widow (vidéo)
- 2012 : 1313: Frankenqueen (vidéo)
- 2012 : 2: Voodoo Academy
- 2012 : Immortal Kiss: Queen of the Night
- 2012 : 1313: UFO Invasion (vidéo)
- 2013 : Hansel & Gretel : Chasseurs de sorciers (Hansel & Gretel: Warriors of Witchcraft)
- 2013 : Badass Showdown
- 2013 : The Dead Reborn (vidéo)
- 2013 : Bonnie & Clyde: Justified (vidéo)
- 2014 : 3 Wicked Witches
- 2014 : 666: Kreepy Kerry
- 2014 : Devilish Charm
- 2014 : Stranded
- 2014 : Knock 'em Dead
- 2014 : Bigfoot vs. D.B. Cooper
- 2014 : 90210 Shark Attack
- 2014 : 3 Scream Queens
- 2016 : Evil Exhumed
- 2016 : Sorority Slaughterhouse
- 2016 : Asian Ghost Story
- 2016 : Bloody Blacksmith
- 2017 : Swamp Freak
- 2017 : Runaway Christmas Bride
- 2018 : Puppet Master: Blitzkrieg Massacre
- 2018 : Bunker of Blood: Chapter 6: Zombie Lust: Night Flesh (vidéo)
- 2018 : Bunker of Blood: Chapter 5: Psycho Sideshow: Demon Freaks (vidéo)
- 2019 : My Mother's Stalker

#### Sous le nom d'Ellen Cabot (1989-2017)
- 1989 : Le Vertige des sens (Deadly Embrace, vidéo)
- 1989 : Murder Weapon
- 1990 : The Girl I Want
- 1993 : Les Créatures de l'au-delà (Beach Babes from Beyond)
- 1993 : Naked Instinct
- 1994 : Test Tube Teens from the Year 2000
- 1995 : Blonde Heaven
- 1995 : Beach Babes 2: Cave Girl Island
- 1996 : Petticoat Planet
- 1996 : Bikini Goddesses
- 1998 : Lurid Tales: The Castle Queen
- 2017 : Femaliens: Seduction of the Species (vidéo)

#### Sous le nom de Julian Breen (1995-2000)
- 1995 : Les Dinosaures enchantés au golf (Prehysteria! 3)
- 1998 : Frankenstein Reborn!
- 2000 : Frankenstein et le loup garou (Frankenstein & the Werewolf Reborn!)

#### Sous le nom de Victoria Sloan (1998-2000)
- 1998 : Shriek (Shrieker)
- 1998 : Le Retour du Puppet Master (Curse of the Puppet Master)
- 1998 : Talisman
- 2000 : Castle of the Dead (Prison of the Dead) (vidéo)

#### Sous le nom de Richard Chasen (1999)
- 1999 : The Killer Eye

#### Sous le nom de Jack Reed (1999-2005)
- 1999 : Witchouse (vidéo)
- 2005 : Possessed

#### Sous le nom de Martin Tate (1999)
- 1999 : Totem (vidéo)

#### Sous le nom de Joseph Tennent (1999)
- 1999 : Retro Puppet Master

#### Sous le nom de Mary Crawford (2012-2013)
- 2012 : A Halloween Puppy
- 2012 : Santa's Summer House
- 2013 : A Talking Cat!?!
- 2013 : An Easter Bunny Puppy
- 2013 : A Talking Pony!?!
- 2013 : My Stepbrother Is a Vampire!?!

### Téléfilms

#### Sous le nom de David DeCoteau (depuis 1997)
- 1997 : Saugatuck : La Cité du crime (Skeletons)
- 2004 : Le Pacte de sang (Ring of Darkness)
- 2005 : La Vengeance de l'au-delà (Killer Bash)
- 2006 : Beastly Boyz
- 2007 : Les Griffes de la forêt (Grizzly Rage)
- 2007 : The Raven
- 2010 : Body Blow
- 2010 : Un petit chien Pour Noël (Christmas Spirit)
- 2016 : The Wrong
- 2016 : Mon dangereux colocataire (The Wrong Roommate)
- 2016 : The Wrong Child
- 2016 : 666: Teen Warlock
- 2016 : Un mari en cadeau de Noël (A Husband for Christmas)
- 2017 : Sous l'emprise de mon professeur (Deadly Lessons)
- 2017 : The Wrong Student
- 2017 : Une étudiante en sursis (The Wrong Crush)
- 2017 : Il était une fois Noël (A Royal Christmas Ball)
- 2017 : Une croisière pour Noël (A Christmas Cruise)
- 2017 : The Wrong Man
- 2017 : Witness Protection
- 2018 : Croisière pour l'enfer (The Wrong Cruise)
- 2018 : The Wrong Friend
- 2018 : Liaison interdite avec mon étudiant (The Wrong Teacher)
- 2019 : Trouver l’amour à Noël (Christmas Matchmakers)
- 2019 : Effroyable belle-mère (The Wrong Stepmother)
- 2019 : L'assassin qui a séduit ma fille (The Wrong Boy Next Door)
- 2019 : La Jalousie dans la peau (The Wrong Mommy)
- 2019 : Un cours très particulier (The Wrong Tutor)
- 2019 : Ma fille, sous l'emprise de son petit ami (The Wrong Cheerleader)
- 2019 : Carole's Christmas
- 2019 : Trouver l'amour à Noël (Christmas Matchmakers)
- 2020 : Prête à tout pour qu'il m'appartienne (The Wrong Housesitter)
- 2020 : Ne dites rien à ma fiancée... (The Wrong Wedding Planner)
- 2020 : Une famille à tout prix ! (The Wrong Stepfather)
- 2020 : The Wrong Cheerleader Coach
- 2020 : Christmas Together
- 2020 : A Christmas for Mary
- 2021 : Épiée dans ma maison (The Wrong Real Estate Agent)
- 2021 : Brisée par mon ex (The Wrong Fiancé)
- 2021 : The Wrong Mr. Right
- 2021 : The Wrong Prince Charming
- 2021 : The Wrong Valentine
- 2021 : Deceived by My Mother-In-Law
- 2021 : Mommy's Deadly Con Artist
- 2021 : Une meurtrière dans l'équipe (The Wrong Cheer Captain)

#### Sous le nom de Julian Breen (1999)
- 1999 : Alien Arsenal

#### Sous le nom de Mary Crawford (2012)
- 2012 : A Halloween Puppy

### Série télévisée
- 2021 : Keeping Up with the Joneses (mini-série, 3 épisodes)

### Interview
- (en) Judy Berman, « Meet David DeCoteau, the King of Homoerotic On Demand Schlock », sur Flavorwire.com, 28 octobre 2014.
- (en) [vidéo] PlanetOut, « Cinema Conversations: David DeCoteau », sur YouTube, 1er mai 2020.